# Svätý Peter
Svätý Peter es un municipio del distrito de Komárno en la región de Nitra, Eslovaquia, con una población estimada a final del año 2024 de 2700 habitantes.
Se encuentra ubicado al suroeste de la región, cerca de los ríos Danubio y Váh, y de la frontera con Hungría.

## Demografía
| Año        | 1994 | 2004    | 2014    | 2024    |
| ---------- | ---- | ------- | ------- | ------- |
| Población  | 2636 | 2611    | 2745    | 2700    |
| Diferencia |      | −0,94 % | +5,13 % | −1,63 % |

| Año        | 2023 | 2024    |
| ---------- | ---- | ------- |
| Población  | 2708 | 2700    |
| Diferencia |      | −0,29 % |